# Nazionale maschile di pallacanestro delle Antille Olandesi
La nazionale di pallacanestro delle Antille Olandesi è stata la rappresentativa nazionale cestistica dell'omonimo arcipelago: è stata iscritta alla FIBA dalla sua fondazione nel 1953 fino allo scioglimento nel 2010, a seguito del nuovo assetto amministrativo dell'arcipelago.
Non ha mai raggiunto la qualificazione per alcuna delle principali competizioni internazionali, con la sola eccezione del Campionato centramericano del 1977, in cui si classificò al 7º ed ultimo posto.

## Piazzamenti

### Campionati centramericani
- 1977 - 7°